# پیر علیلو
پیر علیلو یک روستا در ایران است که در دهستان ارشق مرکزی اردبیل واقع شده‌است. پیر علیلو حدودا ۴۰ خانوار دارد و جمعیت این روستا در ایام پرتراکم به چیزی حدود ۲۰۰ تن میرسد.
روستای پیرعلیلو رو با اینکه جمعیت کمی داشته ولی ۵ شهید والامقام به اسلام و ایران هدیه کرده است!